# きららオーガニックライフ
きららオーガニックライフは山口県美祢市美東町真名にある観光農園である。

## 概要
山口のオーガニックブランドをつくる目的で、フジミツをはじめとする県内の異業種企業6社が協同で設立した「株式会社きららオーガニックライフ」により運営されている。元々いちご狩り施設であった美東いちごファーム跡地に、2004年10月15日に誕生した。
実店舗は2018年5月6日に閉店し、以降は通信販売のみを実施している。以下は実店舗営業時の状況。

### 施設
- 和気（やわらぎ）農園
- オーガニックレストラン
- オーガニックベーカリー
- きらら食材工房
- きららフーズステーション

## 周辺
- 二本木峠 - 山口市小郡上郷と美祢市美東町真名の境界をなす峠。
- 城山 - 頂上には湯ノ口中継局が建っている。
- 湯の口温泉

## 交通アクセス
- 山口県道28号小郡三隅線沿い
- JR新山口駅下車、タクシーで約10分、または秋芳洞行きバスで神崎バス停下車すぐ